# Battaglia della spiaggia di Suvla
La battaglia della spiaggia di Suvla fu uno sbarco anfibio durante la prima guerra mondiale, avvenuto sulla spiaggia della Baia di Suvla nella penisola turca dove sorge Gallipoli. L'ennesimo sbarco, effettuato dai britannici, doveva consentire loro di tentare la conquista definitiva dello stretto dei Dardanelli, in possesso ai turchi.

## Antefatti
In seguito alle perdite subite durante i precedenti sbarchi (a Capo Elles e all'Anzac Cove), il ministro della guerra inglese, Horatio Herbert Kitchener, inviò sulla penisola tre nuove divisioni, che poi divennero cinque. Il comandante in capo nel Mediterraneo, sir Ian Hamilton decise di utilizzare tali divisioni per uno sbarco più a nord, nella speranza di rompere la resistenza nemica e conquistare la penisola.
Inizialmente Hamilton aveva pianificato di inviare le divisioni in supporto agli australiani e neozelandesi all'Anzac Cove. La stretta spiaggia però non poteva supportare un numero di rinforzi così ingenti. Così venne selezionato una nuova spiaggia dove far sbarcare le truppe, lungo la costa egea: la Baia di Suvla. La spiaggia della baia era ideale per uno sbarco numeroso e si trovava di fronte ad una pianura secca, chiamata Salt Lake, dietro alla quale vi era una piana adatta al dislocamento delle truppe.
Il 22 luglio il generale tedesco a capo delle forze turche, Otto Liman von Sanders, ricevette da Berlino un telegramma che lo avvisava di un'imminente offensiva nemica sulla penisola, nei primi di agosto. Preso visione di ciò, von Sanders divise le sue forze (quattordici divisioni): cinque furono impiegate a Capo Elles, tre all'Anzac Cove, tre nell'area Bulair e altre tre a Kum Kale.
von Sanders non aveva però ipotizzato un nuovo sbarco e la spiaggia di Suvla era infatti protetta da appena tre battaglioni, in totale circa 1 500 uomini, il Reparto Anafarta.

## Battaglia

### L'offensiva generale
L'offensiva generale ebbe inizio il 6 agosto 1915, con l'attacco a Capo Elles del generale Street. L'attacco venne definitivamente bloccato dai turchi il 10 agosto, permettendo a questi ultimi di incrementare la loro attività più a nord, nei pressi del luogo dello sbarco. Allo stesso modo, gli australiani e i neozelandesi fallirono nel tentativo di catturare Sari Bair, sempre il 6 agosto.

### Lo sbarco
Lo sbarco iniziò alle 22:00, la sera del 6 agosto, quando 20 000 soldati britannici sbarcarono su tre spiagge: A, B e C. L'unica difesa turca furono i colpi dei tiratori scelti. Il resto delle truppe inglesi sbarcarono la mattina seguente, anche se in luoghi diversi da quelli prefissati per via di errori di ricognizione.
Con tutte le truppe sbarcate, Frederick Stopford attese la notte per cominciare l'attacco alla collina circostante la spiaggia, la Quota 10; durante l'attacco i britannici subirono 1 700 vittime. Gli ufficiali del generale credettero però che l'attacco alla cresta Tekke Tepe avrebbe esposto gli uomini ad un violento contrattacco dei turchi, così Stopford desistette dall'ordinare l'attacco.

### I rinforzi turchi
Il generale von Sanders, venuto a conoscenza dello sbarco britannico a Suvla, inviò sul luogo cinque divisioni, nel tentativo di salvare il Reparto Anafarta. A Mustafa Kemal Atatürk venne assegnato il comando delle truppe, sostituendo Feizi Bey.
Fortunatamente per i turchi, il generale Stopford, assicuratosi le colline circostanti la spiaggia ordinò ai suoi uomini di rimanere nelle loro posizioni. Hamilton inviò alcuni ordini non chiari di avanzare, ma Stopford non eseguì finché il generale Hamilton giunse sul luogo nel pomeriggio dell'8 agosto. Per tutto il tempo le divisioni inesperte inglesi rimasero sulla spiaggia.
Hamilton ordinò subito che la cresta Tekke Tepe venisse rapidamente conquistata. Nel frattempo però, nella mattina del 9 agosto, Mustafa Kemal aveva posizionato le sue truppe sulla cresta e sul rilievo dell'Anafarta Spur. Hamilton continuò ad ordinare nuovi attacchi contro la cresta per i successivi tre giorni, tutti falliti. Mustafa Kemal eseguì le stesse manovre utilizzate a Capo Elles e all'Anzac Cove, ovvero circondando il nemico ed impedendogli di unirsi con i propri alleati.

## Conseguenze
Le perdite furono pesanti. I britannici persero 18 000 uomini, tra Suvla e l'Anzac Cove, più altri 3 500 a Capo Elles. I turchi persero 18 000 uomini all'Anzac Cove e tra i 9 e i 20 000 a Suvla.
Dopo la battaglia, a metà agosto, il generale Stopford venne congedato con disonore e sostituito dal generale Henry de Beauvoir de Lisle. Per cercare di risollevare le sorti della campagna, vennero inviati alcuni generali esperti che avevano fino ad allora servito nel fronte occidentale: Frederick Stanley Maude, Julian Byng e Evelyn Fanshawe. Il loro intervento però giunse troppo tardi. L'obiettivo successivo di Hamilton sarebbe stato di unire le forze sbarcate a Suvla con quelle australiane e neozelandesi, all'Anzac. I soldati dell'Intesa avrebbero dovuto conquistare una distanza di 5 km, tentativo affrontato nelle battaglie di Scimitar Hill e di Quota 60.